# Заозерна сільська адміністрація
Заозе́рна сільська адміністрація (каз. Заозёрное ауылдық әкімдігі, рос. Заозёрная сельская администрация) — адміністративна одиниця у складі району Біржан-сала Акмолинської області Казахстану. Адміністративний центр та єдиний населений пункт — село Заозерне.
Населення — 267 осіб (2021; 436 у 2009, 1896 у 1999).
Станом на 1989 рік існувала Заозерна селищна рада (смт Заозерне), з 1993 року — Заозерна селищна адміністрація, з 2005 року — Заозерний сільський округ, з 2013 року — Заозерна сільська адміністрація.